# 薩迪斯 (阿拉巴馬州)
薩迪斯（英語：Sardis）是一個位於美國阿拉巴馬州達拉斯縣的非建制地區。該地的面積和人口皆未知。

## 地理
薩迪斯的座標為32°17′16″N 86°59′09″W / 32.28777°N 86.98583°W，而該地最高點為海拔高度75米（即246英尺）。